# Mario Bazán
Mario Alfonzo Bazán Argandoña (* 1. September 1987 in Lima) ist ein peruanischer Leichtathlet, der im Mittelstrecken- und Hindernislauf an den Start geht.

## Sportliche Laufbahn
Erste Erfahrungen bei internationalen Meisterschaften sammelte Mario Bazán im Jahr 2004, als er bei den Jugendsüdamerikameisterschaften in Guayaquil in 8:33,6 min die Silbermedaille im 3000-Meter-Lauf gewann und in 5:58,9 min auch Silber über 2000 Meter Hindernis gewann. Im Jahr darauf siegte er dann in 8:57,23 min über 3000 Meter Hindernis bei den Juniorensüdamerikameisterschaften in Rosario und gewann in 3:56,44 min die Bronzemedaille im 1500-Meter-Lauf. 2006 schied er bei den Juniorenweltmeisterschaften in Peking mit 9:02,33 min im Vorlauf aus und anschließend siegte er in 8:49,67 min bei den U23-Südamerikameisterschaften, die im Zuge der Südamerikaspiele stattfanden, und belegte zudem in 3:52,69 min den vierten Platz über 1500 Meter. Im Jahr darauf nahm er an den Panamerikanischen Spielen in Rio de Janeiro teil und belegte dort in 8:44,70 min den fünften Platz im Hindernislauf und erreichte nach 3:51,38 min Rang elf über 1500 Meter. 2008 siegte er in 8:42,51 min bei den Ibero-Amerikanischen Meisterschaften in Iquique und gewann in 7:57,95 min die Bronzemedaille über 3000 m hinter dem Ecuadorianer Bayron Piedra und Isaías Haro aus Mexiko. Zudem wurde er in 3:45,69 min Achter im 1500-Meter-Lauf. Anschließend verteidigte er bei den U23-Südamerikameisterschaften in Lima in 8:52,95 min seinen Titel im Hindernislauf und siegte in 3:50,65 min auch über 1500 Meter und gewann in 14:25,48 min die Silbermedaille im 5000-Meter-Lauf hinter dem Brasilianer Robson Pereira de Lima. Im Jahr darauf gewann er bei seinen ersten Südamerikameisterschaften in Lima in 8:35,17 min auf Anhieb die Goldmedaille im Hindernislauf und gewann in 13:57,37 min die Silbermedaille über 5000 Meter hinter dem Ecuadorianer Byron Piedra. Zudem klassierte er sich über 1500 Meter mit neuem Landesrekord von 3:43,68 min auf dem vierten Platz. Anschließend verpasste er bei den Weltmeisterschaften in Berlin trotz eines neuen Landesrekordes von 8:28,67 min den Finaleinzug im Hindernislauf, siegte dann anschließend aber in 9:29,04 min bei den Juegos Bolivarianos in Sucre und gewann dort in 3:54,70 min die Bronzemedaille über 1500 Meter hinter Bayron Piedra und dem Venezolaner Nico Herrera. Bei den Ibero-Amerikanischen Meisterschaften 2010 in San Fernando konnte er sein Rennen im Hindernislauf nicht beenden.
2011 belegte er bei den Südamerikameisterschaften in Buenos Aires in 8:39,38 min den vierten Platz und musste anschließend bei den Weltmeisterschaften in Daegu im Vorlauf aufgeben. Daraufhin startete er erneut bei den Panamerikanischen Spielen in Guadalajara und klassierte sich dort mit 8:56,31 min auf dem siebten Platz. Im Jahr darauf qualifizierte er sich für die Teilnahme an den Olympischen Spielen in London und schied dort mit 8:51,95 min in der ersten Runde aus. Nach zwei wenig erfolgreichen Jahren belegte Bazán 2015 in 8:54,27 min den sechsten Platz bei den Südamerikameisterschaften in Lima und auch bei den Ibero-Amerikanischen Meisterschaften 2016 in Rio de Janeiro wurde er in 8:44,71 min Sechster. 2017 gewann er bei den Südamerikameisterschaften in Luque in 8:51,97 min die Bronzemedaille im Hindernislauf hinter dem Venezolaner José Peña und Gerald Giraldo aus Kolumbien. Zudem belegte er in 3:54,96 min den siebten Platz über 1500 Meter. Anschließend gelangte er bei den Juegos Bolivarianos in Santa Marta mit 8:42,52 min auf Rang vier im Hindernislauf und erreichte nach 3:50,79 min den sechsten Platz über 1500 Meter. Im Jahr darauf nahm er ein weiteres Mal an den Südamerikaspielen in Cochabamba teil, konnte dort aber weder das Rennen über 1500 Meter, noch den Hindernislauf beenden.
2019 belegte er bei den Südamerikameisterschaften in Lima in 8:44,48 min den vierten Platz im Hindernislauf und erreichte nach 4:00,06 min Rang elf über 1500 Meter. Anschließend gewann er bei den Panamerikanischen Spielen ebendort in 8:32,34 min die Bronzemedaille hinter dem Brasilianer Altobeli da Silva und Carlos San Martín aus Kolumbien. 2021 gewann er dann in 8:36,71 min die Bronzemedaille bei den Südamerikameisterschaften in Guayaquil hinter da Silva und dem Kolumbianer Carlos San Martín.
In den Jahren 2005, 2006 und 2010 wurde Bazán peruanischer Meister im Hindernislauf sowie 2009 über 5000 Meter und 2010 auch über 1500 und 3000 Meter.

## Persönliche Bestzeiten
- 1500 Meter: 3:43,68 min, 19. Juni 2009 in Lima
- 3000 Meter: 7:57,95 min, 14. Juni 2008 in Iquique (peruanischer Rekord)
- 5000 Meter: 13:57,37 min, 21. Juni 2009 in Lima
- 3000 m Hindernis: 8:28,67 min, 16. August 2009 in Berlin (peruanischer Rekord)